# Calystegia macounii
Calystegia macounii là một loài thực vật có hoa trong họ Bìm bìm. Loài này được (Greene) Brummitt mô tả khoa học đầu tiên năm 1965.